# Ostpreußenlied
L'Ostpreußenlied (Canto della Prussia Orientale), noto anche come Lied auf Ostpreußen o Land der dunklen Wälder (Paese dalle scure foreste), è stato l'inno provinciale della Prussia Orientale dal 1933 al 1945.
Nato come coro finale dell'oratorio Ostpreußenland, divenne popolare nella provincia della Prussia Orientale all'inizio degli anni '30, sostituendo il precendente inno provinciale. Dopo la fine della seconda guerra mondiale divenne un dei simboli dei tedeschi espulsi dalla Prussia Orientale. 
Negli anni '90 il testo tedesco venne tradotto in prussiano col titolo di Prūsas Grīma (Inno prussiano).

## Storia
All'inizio degli anni '30 il compositore prussiano orientale Herbert Brust scrisse un "Oratorio della patria" (Oratorium der Heimat) in onore della provincia della Prussia Orientale. Brust, desideroso di aggiungere un testo alla melodia, fece scrivere a Erich Hannighofer una corale per l'oratorio su suggerimento del Königsberger Hartungschen Zeitung.
All'inizio del 1933 l'oratorio, intitolato "Ostpreußenland", venne trasmesso dalla stazione radio locale Ostmarken Rundfunk AG, riscuotendo un grande successo tra gli ascoltatori. In particolar modo il pubblico venne colpito dal coro conclusivo, Land der dunklen Wälder. Il coro divenne così popolare da sostituire rapidamente il precedente inno provinciale, Sie sagen all, du bist nicht schön. 
Con la fine della seconda guerra mondiale e la perdita dei territori tedeschi ad est della linea Oder-Neiße, l'Ostpreußenlied divenne un simbolo degli esuli tedeschi fuggiti ed espulsi dalla Prussia Orientale, spartita tra Polonia ed Unione Sovietica. L'inno viene eseguito nei raduni della Landsmannschaft Ostpreußen, associazione di esuli che si dedica anche alla promozione di tale canto. 
Negli anni '90 il testo dell'Ostpreußenlied venne tradotto in antico prussiano da Mikkels Klussis nell'ambito del movimento di rivitalizzazione linguistica della lingua estinta dell'antico popolo dei prussiani.

## Testo
Il testo del coro finale dell'Ostpreußenland, che compone l'Ostpreußenlied, consta di quattro strofe. Dopo il 1945 venne introdotta una quinta strofa apocrifa, a simboleggiare la condizione degli esuli prussiano orientali.
| Testo tedesco | Traduzione italiana |
| --- | --- |
| Land der dunklen Wälder und kristallnen Seen; über weite Felder lichte Wunder gehn. Starke Bauern schreiten hinter Pferd und Pflug; über Ackerbreiten streicht der Vogelzug. Und die Meere rauschen den Choral der Zeit; Elche steh`n und Lauschen in die Ewigkeit. Tag ist aufgegangen über Haff und Moor; Licht hat angefangen, steigt im Ost empor. | Paese dalle scure foreste E dai laghi cristallini; Sopra le ampie piane Avvengono leggiadre meraviglie Avanzano forti contadini Dietro cavallo e aratro, sopra i vasti campi passa il migrare degli uccelli E i mari cantano con lo sciabordio La corale del Tempo, alci si ergono ed ascoltano nell’eternità È sorto il giorno Sulla laguna e la brughiera; Ha iniziato a far luce, e cresce ad Est |
| Heimat wohlgeborgen zwischen Strand und Strom, blühe heut' und morgen unterm Friedensdom. | O patria ben sicura tra costa e fiume, fiorisci oggi e domani sotto la volta della pace |

### Testo in lingua prussiana
| Testo prussiano |
| --- |
| Timran meddin tāuta Eīskun azzaran Kīrša plattun laūkan Swāiksti Pāitaran. Kīrša pelkins, teīnan Austrā jāu etskīt Tīt pagaūne dēinan Skīstan swāikstan, tīt. Treppa spārtai būrai, Pas plūgan dei ēit, Be en dāngu dūrai Pippelka jāu skreīt. Jūris tenna grīmuns Iz deiwūtiskwan, Braīdis enklausīwuns Ēn prabūtiskwan. |

### Esplicative
1. ↑  Con la legge n. 46 del Consiglio di controllo alleato del 25 febbraio 1947 venne decreata l'abolizione dello Stato prussiano e delle sue province
2. ↑  La strofa non venne composta da Hannighofer, il quale risultò disperso il 1º gennaio 1945

### Bibliografiche
1. 1 2  (DE) Verbindungsbüro in Allenstein, Bericht vom Musikseminar „Musikalischer Frühling: Ostpreußenlied mal anders!", su Ostpreussen Portal, 8 maggio 2014. URL consultato il 20 dicembre 2024.
2. 1 2  (DE) Brust, Herbert – Kulturstiftung, su kulturstiftung.org. URL consultato il 23 dicembre 2024.
3. ↑  (BAT) Mikkels Klussis e Prāncis Arellis, Prūsiska Chrestōmatija,  p. 8.